# NSB El 14
El 14 — норвежский шестиосный односекционный электровоз переменного тока мощностью в 5 МВт. Был выпущен небольшой партией с 1968 по 1973 годы заводами Thunes mekaniske verksted и Norsk Elektrisk & Brown Boveri (электрооборудование) для Норвежских государственных железных дорог. Изначально водил пассажирские поезда, но после поступления более современных локомотивов был переведён на грузовую работу.

## История
Во второй половине 1960-х годов велась электрификация линии Довре — основной железной дороги Норвегии, связывающей два крупных города — Осло и Тронхейм. Электрификация дороги должна была помочь увеличить грузооборот на данном направлении, но для этого также требовалось увеличить вес поездов, что в свою очередь требовало уже новые, более мощные локомотивы. В 1967 году на Норвежские железные дороги (NSB) поступила опытная партия из нескольких штук шестиосных электровозов El 15 шведского производства (компания ASEA), мощность которых достигала 5,4 мегаватт, а вес — 132 тонны. Это были сильные локомотивы, но слишком тяжёлые, из-за чего могли расстроить железнодорожные пути. Поэтому норвежским заводам Thunes и NEBB были заказаны аналогичные электровозы с меньшим весом.
В 1968 году на дороги NSB поступил первый электровоз, которому присвоили номер 2164 и серию El 14. К 1973 году были построены ещё 30 таких машин. По конструкции 14-я серия представляет собой дальнейшее развитие электровоза El 13 с учётом конструкции швейцарского Ae 6/6 (оба эти электровоза строились с середины 1950-х годов), но за счёт увеличения числа осей до 6 его мощность достигала 5082 кВт при весе 105 тонн.
El 14 обслуживали пассажирские поезда до второй половины 1990-х годов, когда были заменены более современными El 18. Тогда все 14-е передали компании CargoNet — подразделению NSB, занимающемся грузовыми перевозками. Приказом от 5 января 1997 года конструкционная скорость электровозов была снижена со 120 до 100 км/ч.

## Происшествия
- 23 декабря 2005 года — в районе Хордаланн грузовой поезд, ведомый № 2175, попал под камнепад, в результате которого у электровоза был сильно разрушен кузов. Восстанавливать его не стали, вместо этого на месте разрезав на металлолом.
- 22 мая 2010 года — из-за возгорания двигателя произошёл пожар на № 2169. 5 декабря 2012 года разрезан на металлолом.
- 9 октября 2014 года — пожаром был повреждён № 2172.